# Marcillat-en-Combraille
Marcillat-en-Combraille è un comune francese di 926 abitanti situato nel dipartimento dell'Allier della regione dell'Alvernia-Rodano-Alpi.

## Società

### Evoluzione demografica
Abitanti censiti